# Mark Reynolds (Fußballspieler)
Mark Reynolds (* 7. Mai 1987 in Motherwell, North Lanarkshire) ist ein schottischer Fußballspieler.

## Spielerlaufbahn

### FC Motherwell
Von 2005 bis 2011 spielte Reynolds in der ersten Mannschaft des FC Motherwell. Zuvor hatte er zwischen 2003 und 2005 in der U-19-Abteilung des Vereins gespielt. Im Juni 2008 wollten die Glasgow Rangers Reynolds verpflichten, das Angebot wurde jedoch zurückgewiesen.

### Sheffield Wednesday
Am 15. Januar 2011 wechselte er zum englischen Verein Sheffield Wednesday. Anfang des Jahres 2012 wurde er zum FC Aberdeen verliehen, um dort Spielpraxis zuubekommen.

### Nationalmannschaft
Reynolds nahm mit Schottland an der U-20-Weltmeisterschaft 2007 in Kanada teil und schoss dort neben Ross Campbell eines der einzigen zwei Tore für das schottische Team. Reynolds erzielte sein Tor zur zwischenzeitlichen 1:0-Führung gegen Costa Rica, allerdings verlor Schottland noch 1:2. Von 2007 bis 2008 spielte er zudem in der schottischen U-21-Nationalmannschaft.